# 植水古墳群
植水古墳群（うえみずこふんぐん）は、埼玉県さいたま市西区にある古墳群。

## 概要
旧入間川沿い（現在は鴨川の流路となっている）に点在する古墳群のひとつで、側ヶ谷戸古墳群の北西、鴨川対岸の大宮台地指扇支台に形成された。この古墳群は古くから慈眼寺脇古墳、慈眼寺裏古墳、小山稲荷古墳、原稲荷古墳、山王塚古墳が知られている。東京国立博物館に山王塚古墳から出土した銀象眼の鐔が収蔵されている。